# Petworth House

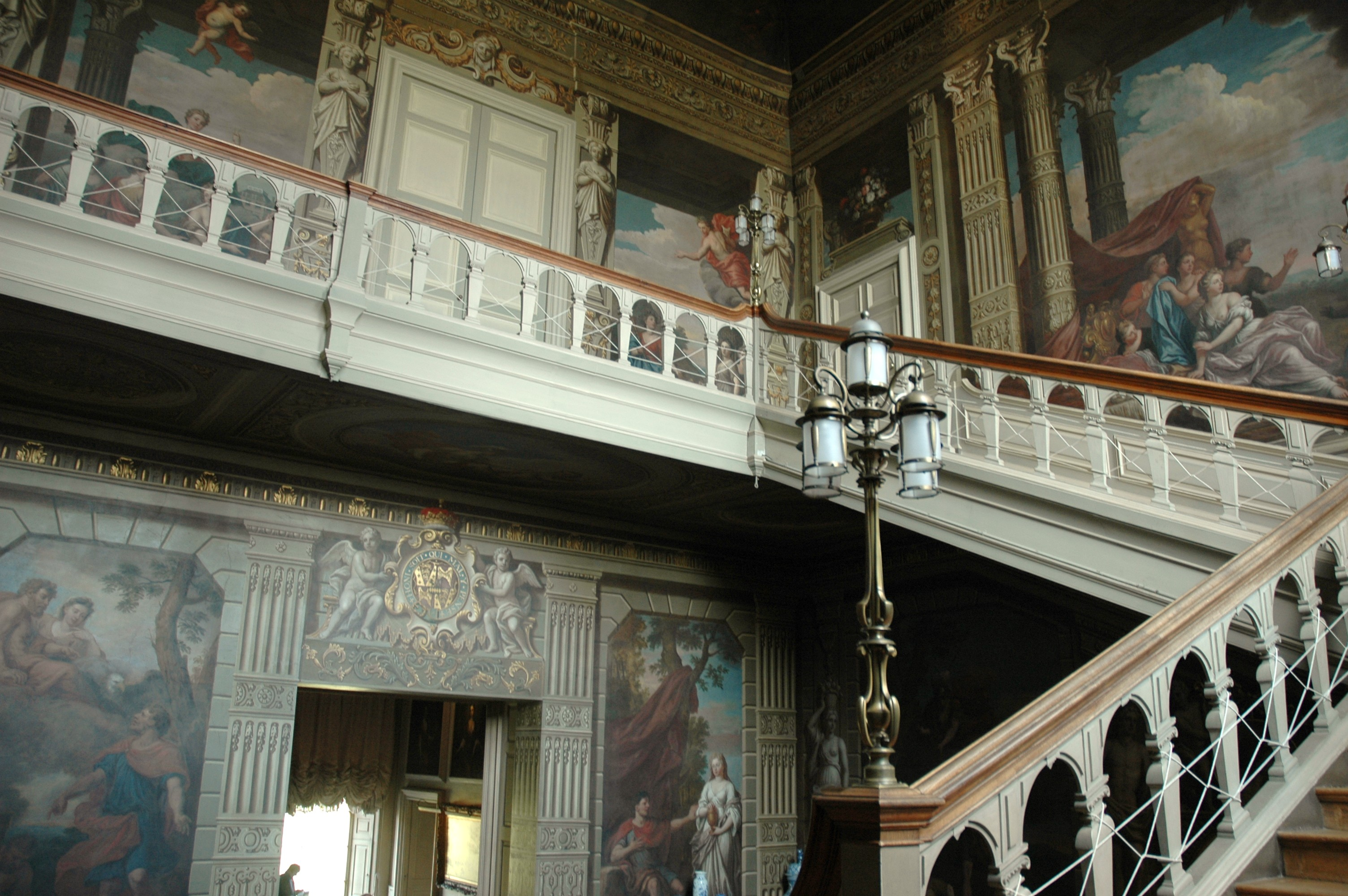
Interior del museu de la mansió

Petworth House a Petworth, West Sussex, Anglaterra, és una mansió de segle xvii, reconstruïa el 1688 per Charles Seymour, 6è duc de Somerset, i restaurada durant els anys 1870 per Anthony Salvin. El lloc estava ocupat prèviament per una casa senyorial enfortida fundada per Henry de Percy, en resta la capella i la cripta del segle xiii.
L'edifici actual conté una important col·lecció de pintures i escultures, incloent-hi 19 pintures a l'oli de Turner, el qual era un visitant regular a Petworth, pintures de Van Dyck, gravats de Grinling Gibbons i murals de Louis Laguerre.
La mansió conté un parc que s'estén per 2,8 km², conegut com a Parc de Petworth, que fou dissenyat per l'arquitecte Lancelot Brown. El parc és un dels més famosos a Anglaterra, en gran part a causa d'un cert nombre de fotografies pintades per Turner. Està habitat pel ramat més gran de daines d'Anglaterra.

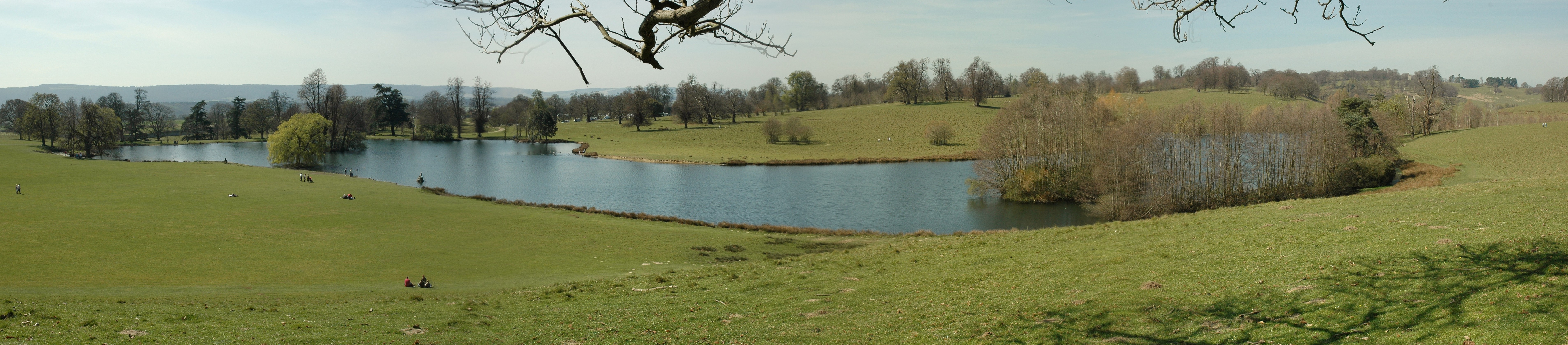
El parc de Petworth